# ارنست بلفورت بکس
ارنِست بلفورت بَکس (به انگلیسی: ‎Ernest Belfort Bax‏) (۱۹۲۵-۱۸۵۴)
سوسیالیست، روزنامه‌نگار و فیلسوف بریتانیایی بود که از افراد اولیه فدراسیون سوسیال دموکرات (SDF) در انگلستان بشمار می‌آید.
آثار او برای بسیاری از انگلیسی‌زبان‌ها، از اولین منابع عقاید مارکسیستی و ماتریالیستی به شمار می‌روند.